# Монавілі (Гаваї)
Монавілі (англ. Maunawili) — переписна місцевість (CDP) в США, в окрузі Гонолулу штату Гаваї. Населення — 2026 осіб (2020).

## Географія
Монавілі розташоване за координатами 21°22′0″ пн. ш. 157°46′17″ зх. д. / 21.36667° пн. ш. 157.77139° зх. д. (21.366775, -157.771336).  За даними Бюро перепису населення США в 2010 році переписна місцевість мала площу 4,76 км², уся площа — суходіл.

## Демографія
Згідно з переписом 2010 року, у переписній місцевості мешкало 2040 осіб у 684 домогосподарствах у складі 572 родин. Густота населення становила 429 осіб/км².  Було 688 помешкань (145/км²).
Расовий склад населення:
| - 36,0 % — білих - 33,1 % — азіатів - 5,9 % — вихідців з тихоокеанських островів - 0,2 % — корінних американців - 0,1 % — чорних або афроамериканців |

До двох чи більше рас належало 24,3 %. Частка іспаномовних становила 4,3 % від усіх жителів.
За віковим діапазоном населення розподілялося таким чином: 18,3 % — особи молодші 18 років, 57,9 % — особи у віці 18—64 років, 23,8 % — особи у віці 65 років та старші. Медіана віку мешканця становила 48,8 року. На 100 осіб жіночої статі у переписній місцевості припадало 98,4 чоловіків;  на 100 жінок у віці від 18 років та старших — 97,2 чоловіків також старших 18 років.
Середній дохід на одне домашнє господарство  становив 152 364 долари США (медіана — 131 635), а середній дохід на одну сім'ю — 168 627 доларів (медіана — 147 625). Медіана доходів становила 80 938 доларів для чоловіків та 53 250 доларів для жінок. За межею бідності перебувало 1,8 % осіб, у тому числі 1,8 % дітей у віці до 18 років та 1,4 % осіб у віці 65 років та старших.
Цивільне працевлаштоване населення становило 983 особи. Основні галузі зайнятості: освіта, охорона здоров'я та соціальна допомога — 30,3 %, науковці, спеціалісти, менеджери — 18,9 %, фінанси, страхування та нерухомість — 13,1 %, публічна адміністрація — 8,9 %.